# Morena (distrikt)
Morena är ett distrikt i Indien.   Det ligger i delstaten Madhya Pradesh, i den centrala delen av landet, 280 km söder om huvudstaden New Delhi. Antalet invånare är 1 965 970.
Följande samhällen finns i Morena:
- Morena
- Ambāh
- Porsa
- Sabalgarh
- Jora
- Kailāras